# Karl-Erik Ekholm
Karl-Erik Ekholm, född 10 augusti 1896 i Vasa, död 14 april 1975 i Helsingfors, var en finländsk industriman.  
Ekholm var disponent för Ab Walkiakoski 1927–1932 och verkade som verkställande direktör för Kemi Oy 1932–1937 och för Kymmene Ab 1937–1965. Han tjänstgjorde 1940–1941 som biträdande kommunikationsminister. Han tilldelades bergsråds titel 1941 och blev teknologie hedersdoktor 1949.